# Rivière des Deux Lacs
La rivière des Deux Lacs est un affluent de la rivière Nottaway via le lac Soscumica, dans la région administrative du Nord-du-Québec, dans la province canadienne de Québec, au Canada. Le cours de la rivière coule dans les cantons de la Pérouse, de Paramé et de Villieu.
Le bassin versant du lac Soscumica est accessible grâce à la route de la Baie James (sens nord-sud) passant à l'est. Le côté ouest du lac est desservi par une route d'hiver (sens nord-sud). 

## Géographie
Les principaux bassins versants voisins sont :
- côté nord : lac Soscumica, rivière Nottaway ;
- côté est : lac Soscumica, rivière Nottaway ;
- côté sud : lac Matagami, rivière Allard, rivière Bell ;
- côté ouest : lac Montreau, rivière Kitchigama, lac Obamsca.

À partir de sa source, la rivière des Deux Lacs coule sur environ 58 km surtout en zones de marais, selon les segments suivants :
- vers le nord-ouest dans le canton de Pérouse, jusqu'à un ruisseau (venant du Nord) ;
- vers le nord-ouest jusqu'à un ruisseau (venant du Sud) ;
- vers le nord-est, jusqu'à la limite du canton de Paramé ;
- vers le nord-est dans le canton de Paramé, jusqu'à l'embouchure du lac Bouchier (altitude : 240 m) que le courant traverse vers le nord-est sur sa pleine longueur ;
- vers le nord-est, jusqu'à l'embouchure du lac Montreuil (altitude : 243 m) que le courant traverse sur sa pleine longueur ;
- vers le nord-est, jusqu'à son embouchure[2].

La rivière des Deux Lacs se déverse sur la rive Sud de la partie Nord du lac Soscumica. Cette confluence est située au sud-est de la décharge du lac Soscumica au Nord du centre-ville de Matagami.

## Toponymie
Ce nom de rivière se réfère à ces deux lacs : lac Bouchier et lac Montreuil.
Le toponyme « Rivière des Deux Lacs » a été officialisé le 5 décembre 1968 à la Commission de toponymie du Québec, soit à la création de cette commission